# Ali Wentworth
Alexandra Wentworth (12 de enero de 1965) es una actriz, comediante, autora y productora estadounidense.

## Primeros años
La madre de Wentworth, Muffie Cabot (de soltera, Mabel Bryant Hobart), fue la Secretaria Social de la Casa Blanca para Nancy Reagan Secretario Social de 1981 a 1983. Su padre, Eric Wentworth, era un reportero para The Washington Post. Su padrastro, Henry Brandon, era el corresponsal de Washington para The Sunday Times londinense y su abuela materna era la exploradora Janet  Elliott Wulsin. 
Wentworth cursó sus estudios en la Escuela de Sala de la Dana para Chicas en Wellesley, Massachusetts, y estudió Artes Escénicas en la Universidad de Bardo en Annandale-encima-Hudson, Nueva York antes de graduarse en la Universidad de Nueva York.

## Carrera profesional
Wentworth debutó como parte del elenco de la serie de  secuencias cómicas (sketch)  de la cadena Fox llamada In Living Color, desde 1992 hasta 1994, donde fue conocida por imitaciones de Cher, Amy Fisher, Hillary Clinton, Princess Diana, Brooke Escudos, Lisa Marie Presley, Sharon Stone, y otros personajes públicos. Entre sus  personajes recurrentes encontramos a  Candy Cane, una presentadora trastornada de un show para niños que había tenido una cadena de malas relaciones con sus compañeros varones; así como a la promiscua hija adolescente del Abuelo Jack McGee (Jim Carrey) en The Dysfunctional Home Show.
Wentworth hizo de corresponsal en The Tonight Show with Jay Leno y El Oprah Winfrey Show. En 1995, hizo de Sheila, novia de Jerry Seinfeld ("Schmoopie") en el memorable episodio de Seinfeld "Sopa Nazi" . Tuvo un papel recurrente como la jefa de la serie Felicity  de la Warner Bros.  En 2003, ella copresentó la mesa de diálogo sindicalista Living it Up! with Ali and Jack junto a Jack Ford.
Wentworth protagonizó la comedia  Head Case de la cadena de televisión prémium americana Starz . Comenzó a asudiarse en el show de la NBC llamado El Matrimonio Ref.
Wentworth presenta Daily Shot,  un corto espectáculo de charla diario en Yahoo! Shine.
En 2016, Wentworth creó y protagonizó el personaje principal Staci Cole en la serie Nightcap, la cual duró dos temporadas.
Wentworth Apareció el episodio del 23 de julio de 2017 (T2 EP07) del "$100,000 Pirámide" como invitada célebre contra Kathy Najimy , ayudando a la concursante con la que jugaba a ganar el gran premio de 150,000$.

## Vida personal
Wentworth está casada con George Stephanopoulos, correponsal de la ABC y el exasesor político de la Administración Clinton.  Se conocieron en una cita a ciegas en abril de 2001, comprometiéndose dos meses más tarde, y contrajeron matrimonio el 20 de noviembre de ese mismo año, en la Catedral de la Santa Trinidad de Nueva York. Tienen dos hijas: Elliott Anastasia Stephanopoulos (9 de septiembre de 2002) y Harper Andrea Stephanopoulos (2 de junio de 2005).
En un episodio de Comedians in Cars Getting Coffee, Wentworth dijo que un "escritor muy conocido" le ofreció en una ocasión 40,000$ por pasar con ella una noche.

## Créditos en pantalla

### Como actriz
- 1992: En Color Viviente ... Varios (63 episodios, 1992–1994)
- 1994: Hardball ... Lee Emory (episodios desconocidos)
- 1995: Seinfeld ... Sheila (1 episodio, 1995)
- 1996: Vida Entre los Caníbales ... Cantante suicida
- 1996: Paquetes Grandes ... Susan
- 1996: Jerry Maguire ... Bobbi Fallon
- 1997: Prueba y Error ... Tiffany Whitfield
- 1997: The Real Blonde ... Raina
- 1997: El Bicho del Amor (televisión) ... Alex Davis
- 1999: Office Space ... Anne
- 1999: Felicity ... Abby (2 episodios)
- 2000: Conociendo a Papá  ... Melanie Branson
- 2001: Llámame Claus ... Lucy
- 2009:  It's Complicated ... Diane
- 2016–2017: Nightcap ... Staci Cole
- 2024: Unfrosted ... Mujer en funeral

### Propio
- 2012: Daily Shot With Ali Wentworth ... Ella (2012— )
- 2014: Comedians in Cars Getting Coffee (Crackle.com) ... Ella misma (Temporada 5, episodio 6)

### Escritora/Productora
- 2007: Head Case (28 episodios, 2007–2009)